# Rick Fox

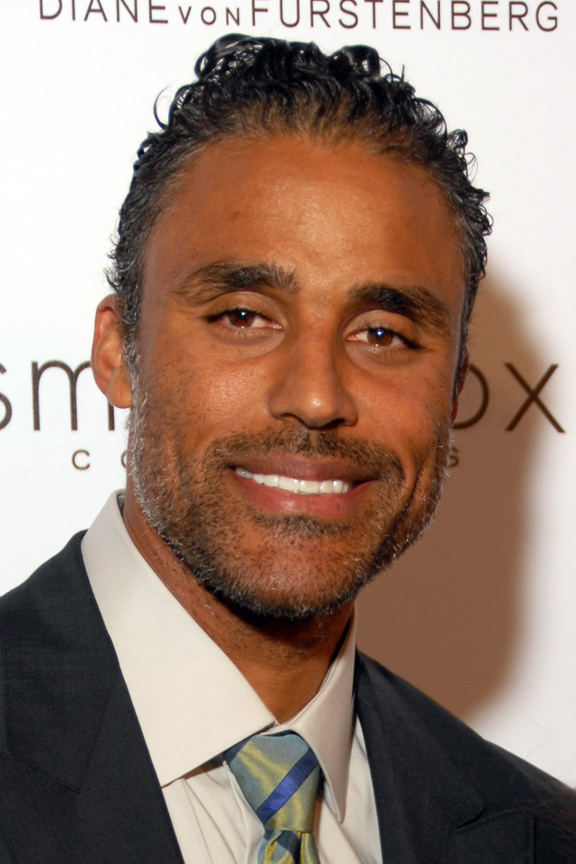
Rick Fox (2009)

Rick Fox, född 24 juli 1969 i Toronto, Ontario, Kanada, är en kanadensisk före detta NBA-spelare. Han spelade för bland andra Los Angeles Lakers och Boston Celtics.

## E-sport
Rick Fox meddelade den 18 december 2015 att han hade köpt det professionella League of legends-laget Gravity gaming, som sedan bytte namn till Echo fox.